# Sąkieły Małe
Sąkieły Małe (niem. Klein Sunkeln) – wieś w Polsce, w województwie warmińsko-mazurskim, w powiecie węgorzewskim, w gminie Budry.
W latach 1975–1998 miejscowość należała administracyjnie do województwa suwalskiego.

## Nazwa
28 marca 1949 r. ustalono urzędową polską nazwę miejscowości – Sąkieły Małe, określając drugi przypadek jako Sąkieł Małych, a przymiotnik – sąkielski.